# 阮文伟 (足球运动员)
阮文伟（1998年2月12日—）是一名越南足球运动员，司职左后卫。目前效力于越南甲级联赛俱乐部河内FC，也代表越南足球队。

## 荣誉

### 俱乐部
河静紅林
- 越南乙级足球联赛冠军：2019

河内
- 越南足球甲級聯賽冠军：2022
- 越南盃冠军：2022